# Línea 5 (Tucumán)
La Línea 5 es una línea de colectivos urbana de San Miguel de Tucumán, Tucumán, Argentina. Es propiedad de Transportes Asociados U.T.E., uniendo el noroeste y nordeste de la capital.

## Recorrido

### Ramal Barrio Agrimensor[1][2]
Desde Ecuador y Olegario Andrade, por esta, Colombia, Pje. Patagonia, Ecuador, Camino al Perú, San Juan, M. Rodríguez, Mendoza, L. V. Mansilla, San Juan, Av. América, Don Bosco, Esquiú, Mendoza, Av. Ejército del Norte, San Juan, Av. Mitre, 24 de Septiembre, Catamarca, San Juan, Muñecas, E. Castelar, Junín, Av. Fco. de Aguirre, Balcarce, Estrada, Av. J. B. Justo, Méjico, 25 de Mayo, Av. Sarmiento, Rivadavia, Córdoba, J. Colombres, San Martín, Marco Avellaneda, 24 de Septiembre, Av. Mate de Luna, 12 de Octubre, Córdoba, Don Bosco, Viamonte, San Martín, Lizondo Borda, Don Bosco, Pettit de Murat, Camino al Perú, Ecuador hasta Olegario Andrade.

### Ramal Seoc- Barrio El Molino[3][4]
Desde Córdoba y Muñecas, por esta, E. Castelar, Junín, Av. Fco. de Aguirre, Balcarce, Isabel La Católica, Av. Juan B. Justo, J. Warnes, E. del Campo, Pje. 51/18 N.E., José Hernández, J. Warnes, Av. J. B. Justo, Delfín Gallo, Balcarce, Venezuela, San Salvador, L.F. Nougués, Nicaragua, Av. Juan B. Justo, Méjico, 25 de Mayo, Av. Sarmiento, Rivadavia, Córdoba y Muñecas.

### Ramal Balcarce[5][6]
Desde Olegario Andrade y Colombia, por esta, Pje Patagonia, Ecuador, O. Andrade, Paraguay, E. Echeverría, Perú, Diag. Isla de Cerdeña, Belisario Roldán, Diag. Frías y Araujo, San Agustín, España, Diag. T.B. Astrada, Pje. Villa, Diag. Zavaleta, Godoy Cruz, Av. Belgrano, Av. América, San Juan, Viamonte, Mendoza, Av. Ej. del Norte, San Juan, Av. Mitre, 24 de Septiembre, Catamarca, San Juan, Muñecas, E. Castelar, Junín, Av. Fco. de Aguirre, Balcarce, J.M. Estrada, Av. Juan B. Justo, Méjico, 25 de Mayo, Av. Sarmiento, Rivadavia, Córdoba, J. Colombres, San Martín, Marco Avellaneda, 24 de Septiembre, Av. Mate de Luna, 12 de Octubre, Don Bosco, J. L. Nougués, Santiago, Av. América, Av. Belgrano, Godoy Cruz, Diag. Zavaleta, Pje. Villa, Diag. Luis García, Diag. Frías y Araujo, Italia, Patricias Argentinas, Diag. Isla de Cerdeña, Perú, E. Echeverría, Paraguay, O. Andrade, Colombia, Pje. Patagonia.

### Ramal Oeste por Santiago[7][8]
Desde Olegario Andrade y Colombia, por esta, Pje Patagonia, Ecuador, O. Andrade, Paraguay, E. Echeverría, Perú, Diag. Isla de Cerdeña, Belisario Roldán, Diag. Frías y Araujo, San Agustín, Av. Belgrano, Deán Funes, San Juan, Viamonte, Mendoza, Av. Ejército del Norte, San Juan, Av. Mitre, 24 de Setiembre, Catamarca, San Juan, Muñecas, E. Castelar, Junín, Fco. de Aguirre, Balcarce, Estrada, Juan B. Justo, Méjico, 25 de Mayo, Sarmiento, Rivadavia, Córdoba, Colombres, San Martin, Marcos Avellaneda, 24 de Septiembre, Av. Mate de Luna, 12 de Octubre, Don Bosco, Juan Luis Nougués, Santiago, Deán Funes, Av. Belgrano, San Agustín, Diag. Frías y Araujo, Italia, Patricias Argentinas, Diag. Isla de Cerdeña, Perú, E. Echeverría, Paraguay, O. Andrade, Colombia, Pje. Patagonia.

### Ramal Oeste- 25 de Mayo[9][10]
Desde Colombia y Pje. Patagonia, por éste, Ecuador, Olegario Andrade, Paraguay, E. Echeverría, Diag. Isla de Cerdeña, Belisario Roldán, Diag. Frías y Araujo, San Agustín, España, Diag. T.B. Astrada, Dr. Juan Dalma, Pje. Andrés Villa, Diag. Zavaleta, Godoy Cruz, Av. Belgrano, Av. América, San Juan, Viamonte, Mendoza, Av. Ejército del Norte, San Juan, Av. Mitre, 24 de Septiembre, Catamarca, San Juan, Muñecas, E. Castelar, Junín, Av. Fco. de Aguirre, 25 de Mayo, Estrada, Av. J. B. Justo, Méjico, 25 de Mayo, Av. Sarmiento, Rivadavia, Córdoba, J. Colombres, San Martín, Marco Avellaneda, 24 de Septiembre, Av. Mate de Luna, 12 de Octubre, Córdoba, Don Bosco, J. L. Nougués, Santiago, Av. América, Av. Belgrano, Godoy Cruz, Diag. Zavaleta, Pje. Villa, Diag. Luis García, Diag. Frías y Araujo, Italia, Patricias Argentinas, Diag. Isla de Cerdeña, Perú, E. Echeverría, Paraguay, O. Andrade, Colombia, Pje. Patagonia.

## Lugares de Interés
- Plaza Urquiza
- Cementerio del Norte
- Estadio Monumental José Fierro
- Plaza 1 de Mayo